# Charara Safari Area
Charara Safari Area ist ein Safarigebiet in der Provinz Mashonaland West in Simbabwe.

## Geografie
Das Gebiet hat eine Größe von 1670 km² und liegt in den beiden Distrikten Kariba und Urungwe. Es befindet sich am östlichen Ufer der Kariba-Talsperre, südlich des Hurungwe Safari Area. Zusammen bilden die beiden Gebiete das Makuti Safari Area, mit dem Ort Makuti auf der Grenze zwischen ihnen.

## Wirtschaft
Es ist ein touristisches Jagdgebiet. Das Gebiet ist überwiegend von Mopane-Wald bedeckt. Hügeliges Land, Busch und Grassteppe wechseln sich ab. Gejagt werden können Elefant, Löwe, Leopard, Büffel, Sable, Nilpferd, Krokodil, Eland, Kudu, Wasserbock, Bushbock, Giraffe, Klippspringer, Impala, Warzenschwein, Buschschwein, Grysbock, Hyäne, verschiedene Kleinkatzen und Niederwild. 2012 lebten 1813 Elefanten in dem Gebiet.